# Día de Campoo
La festividad del Día de Campoo se celebra cada año en el último domingo del mes de septiembre. Tiene lugar en la localidad de Reinosa (Cantabria) y en ella se ensalzan las costumbres, tradiciones y folclore de la comarca cántabra de Campoo que por su idiosincrasia y aislamiento con el resto de Cantabria mantiene unas costumbres muy particulares ligadas al ámbito rural y a las actividades tradicionales de la ganadería y la artesanía.
El Día de Campoo supone el colofón a las fiestas en honor a San Mateo (patrono de Reinosa), que se celebran el 21 de septiembre. Declarado como festividad de interés turístico en el año 1977, en el Día de Campoo se produce un desfile típico de carretas por las calles de la ciudad, que tiene su origen en el reconocimiento a las gentes del campo que tras un verano dedicado a las labores agrícolas acudían este día a Reinosa para celebrar una fiesta en su honor. El día se completa con distintas actividades de exaltación folclórica como la interpretación de música de la comarca y la realización de un mercado de productos típicos de la zona.